# 황공망
황공망(黃公望, 1269년~1354년)은 중국 원나라 때의 화가이다. 자(字)는 자구(子久), 대치도인(大癡道人)이라는 호(號)를 갖고 있었다. 상숙(常熟) 사람이다.
4대가(四大家) 중의 최연장자로서 경사구류(經史九流)의 학문에 통달하였으며 예운림(倪蕓林)과 더불어 가장 문인다운 화가라고 할 수 있다. 조자앙(趙子昻)을 통해서가 아니라 직접 동거(董巨)를 사법(師法)으로 삼아, 남종화(南宗畵)의 묘사형식을 완성하여, 명대(明代) 이후의 산수화가에게 절대적인 영향을 주었다. 화법상(畵法上) 다른 세 사람을 포괄하는 폭넓은 성격을 갖고 있었을 뿐만 아니라 정신적 우주(宇宙)의 점에도 유례없는 웅대함을 나타내고 있다. <부춘산거도권(富春山居圖卷)>은 중국 산수화의 최우수작으로서 유명하다.

## 주요 작품

부춘산거도